# ヘドヴィヘス・マドゥロ
ヘドヴィヘス・エドゥアルド・マルティヌス・マドゥロ（Hedwiges Eduard Martinus Maduro、1985年2月13日 - ）は、オランダ・フレヴォラント州アルメレ出身の元同国代表サッカー選手。ポジションはMFまたはDF。
父親はオランダ領アルバにルーツを持ち、母親はオランダ自治領キュラソー島の出身である。ふたつの島はいずれもカリブ海の西インド諸島にある。

## クラブ経歴
2003-04シーズンには最も将来が期待されるアヤックスの選手に選ばれた。2005年2月27日のローダJC戦(2-1)でエールディヴィジデビューを果たした。2005-06シーズンと2006-07シーズンにはKNVBカップで2連覇し、2005年から2007年にかけてはヨハン・クライフ・シャールで3連覇した。在籍期間中にリーグ優勝は果たせなかったが、公式戦105試合に出場して11得点を挙げている。
2008年1月中旬、AFCアヤックスのロナルド・クーマン監督がリーガ・エスパニョーラのバレンシアCFの監督に就任するのと同時に、マドゥロもバレンシアと4年半の契約を結んだ。バレンシアからアヤックスに支払われた移籍金は300万ユーロである。
1月27日のUDアルメリア戦(0-1)でデビューし、2007-08シーズンの終了までに出場した11試合すべてで先発出場したが、チームはリーグ戦10位でシーズンを終えた。コパ・デル・レイは決勝まで勝ち進んだが、4月にクーマン監督が解任されてボロ暫定監督が就任してからは出場機会が減少し、決勝のヘタフェCF戦ではベンチから優勝を眺めた。2008年夏にはウナイ・エメリ監督が就任した。2008-09シーズン序盤は出場機会に恵まれなかったが、チームに負傷者や出場停止者が続出したことから出場機会を与えられ、右サイドバックなど色々なポジションで良好なプレーを見せた。2009年4月25日、エスタディオ・デ・メスタージャでのFCバルセロナ戦(2-2)でコーナーキックから移籍後初得点を挙げた。守備陣で絶対的なレギュラーだったのはラウル・アルビオルだけだったため、アレクシス・ルアーノやカルロス・マルチェナなどと激しいポジション争いを繰り広げ、2008-09シーズンは公式戦30試合以上に出場した。
2012年6月、バレンシアとの契約を更新せず、セビージャFCに移籍。
2014年1月2日、ギリシャ・スーパーリーグのPAOKテッサロニキに移籍した。

## 代表経歴

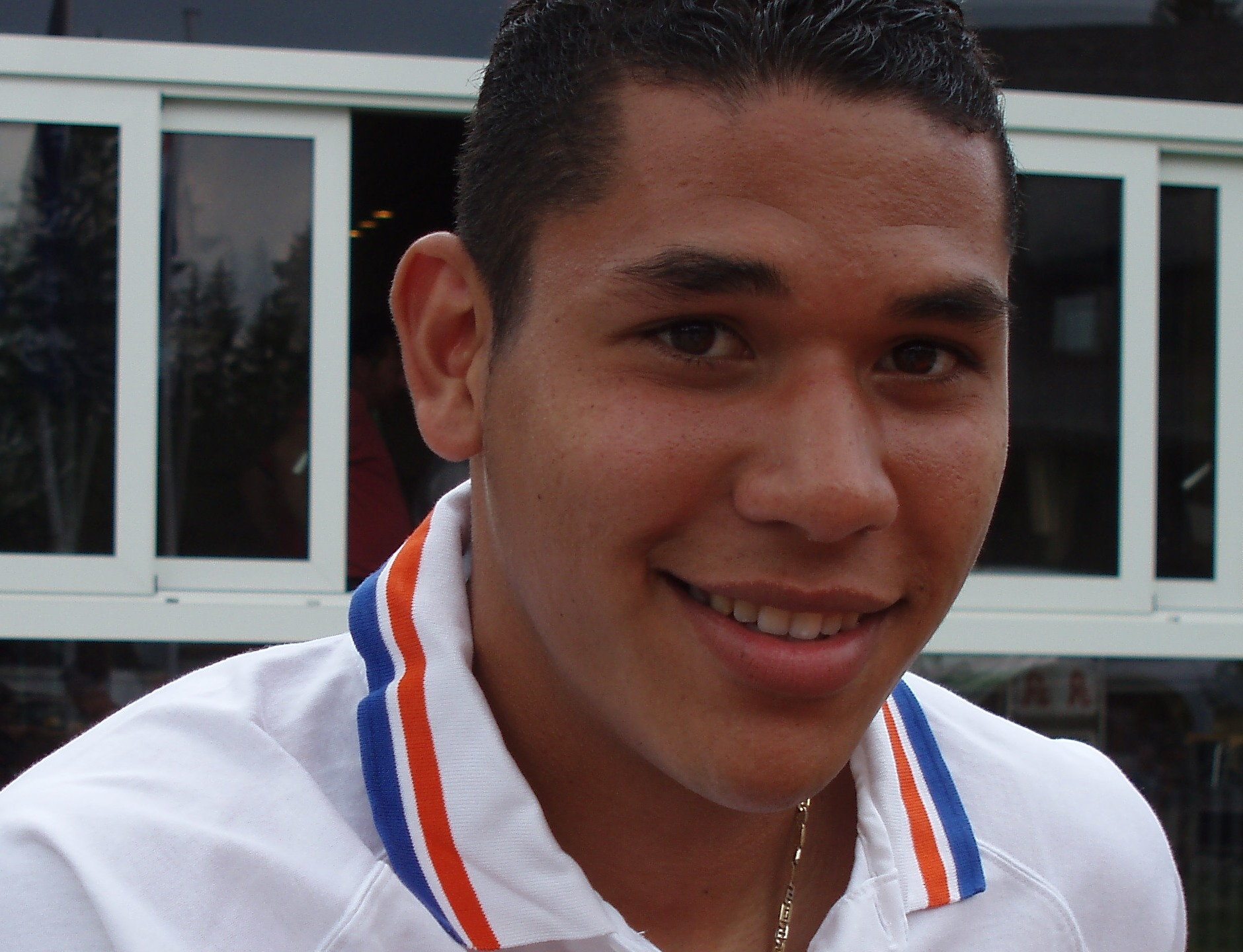
2006 FIFAワールドカップでのマドゥロ

プロ入り1ヶ月でオランダ代表に招集された。2005年のFIFAワールドユース選手権で主将を務めた。2005年3月にオランダA代表に初招集され、AFCアヤックスからプロデビューを飾ってからわずか1カ月後の3月26日に行われた2006 FIFAワールドカップ・ヨーロッパ予選・ルーマニア戦で代表デビューを果たした。マルコ・ファン・バステン監督によって2006 FIFAワールドカップ本大会に出場する23人のメンバーにも選ばれ、グループリーグのアルゼンチン戦(0-0)に4分間だけ出場した。
2007年までにオランダA代表として12試合に出場していたが、オランダで開催されたUEFA U-21欧州選手権に出場し、U-21イスラエル代表との開幕戦(1-0)で大会初得点を挙げた。2戦目のU-21ポルトガル代表戦(2-1)でもプレーし、チームは準決勝まで勝ち進んで北京オリンピックの出場権を獲得した。準決勝のU-21イングランド代表戦は延長戦を終えて1-1でPK戦にもつれ込み、両チーム合わせて32人が蹴って13-12でオランダの勝利が決まった。決勝ではU-21セルビア代表を4-1で破って優勝し、マドゥロはベストイレブンに選ばれた。

## 代表歴

### 出場大会
- オランダ代表
  - 2006 FIFAワールドカップ

### 試合数
- 国際Aマッチ 18試合 0得点（2005年-2011年）[5]

| オランダ代表 | 国際Aマッチ | 国際Aマッチ |
| 年           | 出場        | 得点        |
| ------------ | ----------- | ----------- |
| 2005         | 8           | 0           |
| 2006         | 4           | 0           |
| 2007         | 0           | 0           |
| 2008         | 0           | 0           |
| 2009         | 0           | 0           |
| 2010         | 3           | 0           |
| 2011         | 3           | 0           |
| 通算         | 18          | 0           |

## タイトル

### クラブ
- AFCアヤックス
  - KNVBカップ優勝 : 2005-2006, 2006-2007
  - ヨハン・クライフ・シャール優勝 : 2005, 2006, 2007
- バレンシアCF
  - コパ・デル・レイ優勝 : 2007-2008

### 代表
- U-21オランダ代表
  - UEFA U-21欧州選手権優勝 : 2007